# Doris Speed
Doris Speed (3 de febrero de 1899 – 16 de noviembre de 1994) fue una actriz británica, conocida principalmente por su papel de Annie Walker, dueña del local Rovers Return en la serie televisiva Coronation Street, un papel que interpretó desde 1960 a 1983.

## Inicios de carrera
Nacida en Mánchester, Inglaterra, siendo niña viajaba con sus padres, los músicos y humoristas George Speed y Ada Worsley, motivo por el cual debía estudiar cambiando constantemente de escuela. Ya con tres años de edad apareció en escena, cantando una canción sobre  un golliwog. Dos años más tarde debutó como actriz encarnando al Príncipe de Roma en un melodrama victoriano titulado The Royal Divorce. Posteriormente actuó en teatros de repertorio y en numerosas obras radiofónicas. 
Después, y durante un tiempo, dejó la actuación para hacer diversos trabajos, entre otros el de empleada en la cervecería Guinness de Mánchester. Con una edad relativamente tardía retomó su faceta de actriz, haciendo un pequeño papel en 1960 en la película de Stanley Baker Hell Is a City, rodada en Mánchester. Además, en la década de 1950 había trabajado en una serie televisiva de tema policiaco, Shadow Squad. 
En 1960 su buen amigo y guionista de Shadow Squad Tony Warren creó la serie Coronation Street, escribiendo el personaje de Annie Walker pensando en Speed. En total, Speed intervino en 1.746 episodios, y fue uno de los pocos miembros del reparto original que todavía actuaba en la década de 1980. Hacia el final de su trayectoria en Coronation Street, un periódico de difusión nacional dio a conocer su certificado de nacimiento, el cual demostraba que ella era mucho mayor de lo que afirmaba. Cuando conoció las noticias, trabajando en Coronation Street, se vio muy afectada. Se le recomendó ir a su casa a descansar, y la actriz no volvió nunca más al show. Semanas después, unos ladrones robaron en su casa mientras estaba durmiendo.

## Últimos años
El estrés producido por todos esos incidentes le causó una crisis nerviosa. Speed dejó el show y se fue a vivir a una residencia de ancianos, aunque todavía hizo una actuación como artista invitada en un programa especial con motivo de los 30 años de la serie, Happy Birthday Coronation Street, emitido en 1990. Su última aparición en la pantalla fue con una entrevista con el actor Kenneth Farrington (su hijo en la serie) en 1993. 

## Vida personal
Doris Speed nunca se casó. Vivió con su madre hasta el fallecimiento de ésta en 1973. A diferencia de su personaje en la serie, Speed apoyó siempre al Partido Laborista . Doris Speed falleció en 1994 en Bury (Gran Mánchester), por causas naturales. Tenía 95 años de edad.
El 29 de noviembre de 1977 fue nombrada miembro de la Orden del Imperio Británico (MBE) por el impacto social de su trayectoria interpretando a Annie.